# Raïon de Hlybokaïe
Le raïon de Hlybokaïe (en biélorusse : Глыбоцкі раён, Hlybotski raïon) ou raïon de Gloubokoïe (en russe : Глубокский район, Gloubokski raïon) est une subdivision de la voblast de Vitebsk, en Biélorussie. Son centre administratif est la ville de Hlybokaïe.

## Géographie
Le raïon couvre une superficie de 1 759,58 km2, dans l'ouest de la voblast. Le raïon de Hlybokaïe est limité au nord par le raïon de Charkowchtchyna et le raïon de Miory, à l'est par le raïon de Polatsk et le raïon d'Ouchatchy, au sud par le raïon de Dokchytsy et à l'ouest par le raïon de Pastavy.

## Histoire
Le raïon fut créé le 15 janvier 1940.

## Population

### Démographie
Les résultats des recensements de la population (*) font apparaître une baisse continue de la population depuis 1959. Ce déclin s'est accéléré dans les premières années du XXIe siècle.
| 1959*  | 1970*  | 1979*  | 1989*  | 1999*  | 2009*  |
| ------ | ------ | ------ | ------ | ------ | ------ |
| 63 014 | 60 513 | 56 755 | 51 981 | 49 996 | 41 043 |

### Nationalités
Selon les résultats du recensement de 2009, la population du raïon se composait de deux nationalités principales :
- 84,51 % de Biélorusses ;
- 10,25 % de Polonais ;
- 3,2 % de Russes.

### Langues
En 2009, la langue maternelle était le biélorusse pour 88,32 % des habitants du raïon de Hlybokaïe et le russe pour 11,12 %. Le biélorusse était parlé à la maison par 79,65 % de la population et le russe par 19,26 %.